# Kreis Satu Mare

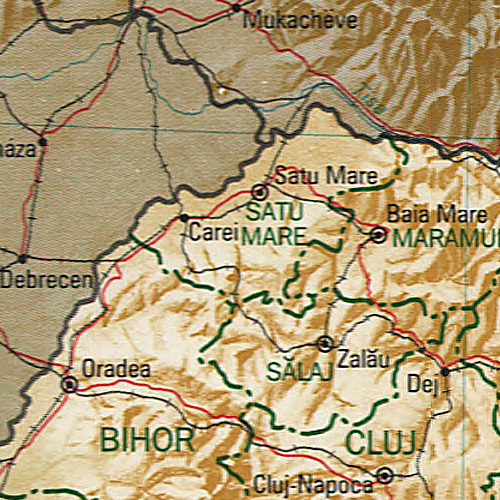
Karte des Kreises Satu Mare

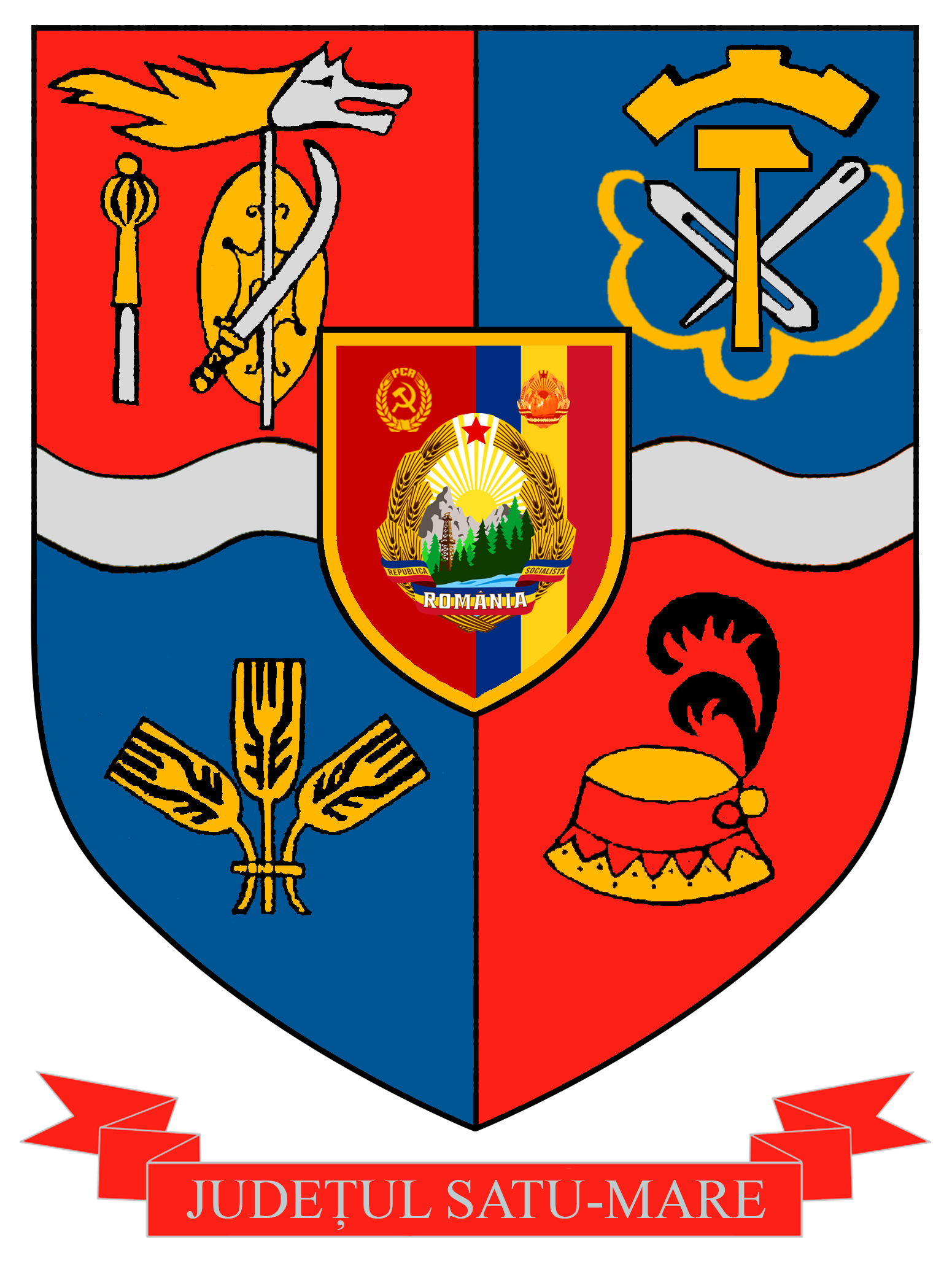
Wappen des Kreises Satu Mare, zur Zeit des Realsozialismus

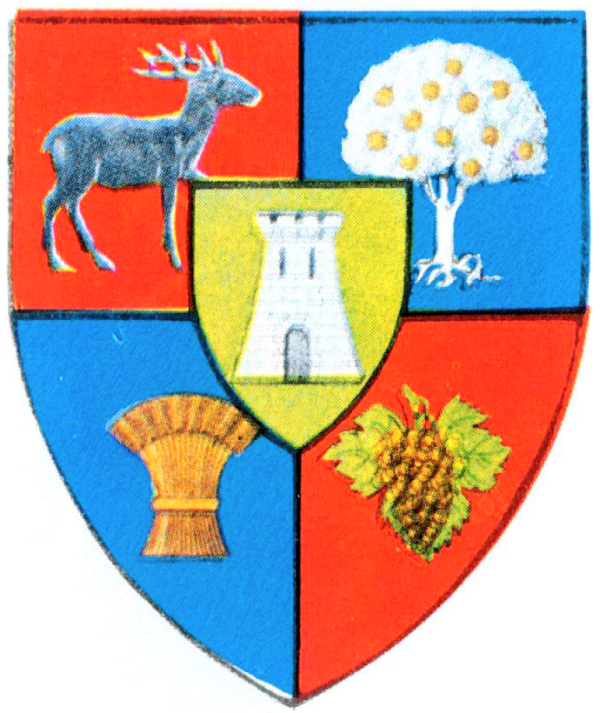
Wappen des Kreises Satu Mare, in der Zwischenkriegszeit

Satu Mare (deutsch: Sathmar, ungarisch: Szatmár) ist ein rumänischer Kreis (Județ) mit der Kreishauptstadt Satu Mare. Seine gängige Abkürzung und das Kfz-Kennzeichen sind SM.
Der Kreis Satu Mare grenzt im Norden an die Ukraine, im Osten an den Kreis Maramureș, im Süden an die Kreise Bihor und Sălaj, des Weiteren im Westen an den Kreis Sălaj sowie auch an Ungarn.

## Bevölkerung
Die Einwohnerzahl einiger Ethnien im Kreis Satu Mare entwickelte sich ab 1930 wie folgt:
| Jahr | Einwohner | Rumänen | Magyaren | Deutsche | Roma   | Ukrainer | Lipowaner | Juden  |
| ---- | --------- | ------- | -------- | -------- | ------ | -------- | --------- | ------ |
| 1930 | 301.105   | 147.135 | 95.104   | 24.893   | 4.787  | 3.439    | 1.371     | 23.164 |
| 1956 | 337.351   | 180.930 | 145.880  | 3.588    | 2.283  | 483      | 86        | 3.443  |
| 1966 | 359.393   | 203.780 | 147.594  | 4.427    | 1.750  | 905      | 100       | 573    |
| 1977 | 393.840   | 227.630 | 152.738  | 6.395    | 5.256  | 1.146    | 60        | 320    |
| 1992 | 400.789   | 234.541 | 140.392  | 14.351   | 9.823  | 1.362    | 18        | 79     |
| 2002 | 367.281   | 216.085 | 129.258  | 6.417    | 13.478 | 1.556    | 27        | 36     |
| 2011 | 344.360   | 188.155 | 112.580  | 5.006    | 17.388 | 1.340    | 6         | 36     |
| 2021 | 330.668   | 182.750 | 93.491   | 3.722    | 16.340 | 1.361    | 8         | 77     |

## Geographie
Der Kreis hat eine Gesamtfläche von 4418 km², dies entspricht 1,85 % der Fläche Rumäniens. Über den Hutapass ist er mit dem Kreis Maramureș verbunden.

## Städte und Gemeinden
Der Kreis Satu Mare besteht aus offiziell 234 Ortschaften. Davon haben sechs den Status einer Stadt, 58 den einer Gemeinde und die übrigen sind administrativ den Städten und Gemeinden zugeordnet.

### Größte Orte
| Stadt/Gemeinde                              | Einwohnerzahl |
| ------------------------------------------- | ------------- |
| Satu Mare (dt. Sathmar, ung. Szatmárnémeti) | 91.520        |
| Carei (dt. Groß-Karol, ung. Nagykároly)     | 18.957        |
| Negrești-Oaș (ung. Avasfelsőfalu)           | 14.616        |
| Tășnad (dt. Trestenburg, ung. Tasnád)       | 08.058        |
| Turț (ung. Turc)                            | 07.936        |
| Bixad (ung. Bikszád )                       | 06.368        |
| Medieșu-Aurit (ung. Románfalva)             | 06.224        |
| Ardud (dt. Erdeed, ung. Erdőd)              | 06.124        |
| Lazuri (ung. Lázári, ukr. Лазарї)           | 05.977        |
| Livada (dt. Wiesenhaid, ung. Sárköz)        | 05.892        |
| Păulești (ung. Szatmárpálfalva)             | 05.775        |
| Certeze (ung. Avasújfalu)                   | 05.646        |
| Odoreu (ung. Szatmárudvari)                 | 05.569        |
| Vetiș (ung. Vetés)                          | 05.384        |
| Călinești-Oaș (ung. Kányaháza)              | 05.117        |
| (Stand: 1. Dezember 2021)                   |               |